# Cục Hàng hải (Bắc Triều Tiên)
Cục Hàng hải Cộng hòa Dân chủ Nhân dân Triều Tiên (tiếng Hàn: 국가해사감독국; Hanja: 國家海事監督局), còn được gọi là Cục Hàng hải Bắc Triều Tiên (MAB), là cơ quan hàng hải của Bắc Triều Tiên.
MAB cung cấp cơ sở dữ liệu có thể tìm kiếm cho các tàu buôn và thuyền viên của hải quân Triều Tiên trên trang web của mình. Không giống như nhiều cơ sở dữ liệu vận chuyển khác, MAB cung cấp dữ liệu về tàu và người của mình mà không cần yêu cầu đăng ký hoặc tham gia thành viên để truy cập.
Tổng giám đốc của MAB năm 2012 là Ko Nung-du. Ông đã ký thông báo cho Tổ chức Hàng hải Quốc tế về việc phóng vệ tinh quan sát Trái Đất Kwangmyŏngsŏng-3.
MAB có đội thể thao tham gia Giải Paektusan dành cho Công chức theo hàng năm.